# Préaux-du-Perche
Préaux-du-Perche település Franciaországban, Orne megyében. Lakosainak száma 487 fő (2018. január 1.). Préaux-du-Perche Nocé, Berd’huis, L'Hermitière, La Rouge, Saint-Agnan-sur-Erre, Saint-Aubin-des-Grois, Saint-Cyr-la-Rosière és Saint-Hilaire-sur-Erre községekkel határos.

## Népesség
A település népességének változása:
| Lakosok száma | 566  | 564  | 512  | 459  | 489  | 550  | 543  | 546  | 496  | 487  |
|               | 1962 | 1968 | 1975 | 1982 | 1990 | 2008 | 2013 | 2015 | 2017 | 2018 |